# Кутаново
Кута́ново (рос. Кутаново, башк. Ҡотан) — присілок у складі Бурзянського району Башкортостану, Росія. Входить до складу Іргізлинської сільської ради.

## Географія
Присілок розташований на березі Білої річки.

## Населення
Населення — 317 осіб (2010; 311 в 2002).
Національний склад:
- башкири — 99 %